# لوزنیتسا
لوزنیتسا شهری در استان رازگراد کشور بلغارستان است که جمعیت آن در سال ۲۰۰۱ میلادی ۳٬۰۰۴ نفر بوده‌است.